# Prepotelus limbatus
Prepotelus limbatus là một loài nhện trong họ Thomisidae.
Loài này thuộc chi Prepotelus. Prepotelus limbatus được Eugène Simon miêu tả năm 1898.